# Anatoli Tarassov
Pour les articles homonymes, voir Tarassov.
Temple de la renommée de l'IIHF : 1997
Temple de la renommée russe : 2004
Anatoli Vladimirovitch Tarassov (en russe : Анатолий Владимирович Тарасов ; en anglais : Anatoli Tarasov), né le 10 décembre 1918 à Moscou, en RSFS de Russie, et mort le 23 juin 1995 à Moscou en Russie, est un entraîneur de hockey sur glace soviétique. Il introduisit l'agressif style canadien du hockey.
Il était le père de Tatiana, entraîneuse russe de patinage artistique.

## Carrière
Anatoli Tarassov fut joueur professionnel en tant que membre de l'Armée rouge avec le HK CSKA Moscou entre 1946 et 1953 et a joué une centaine de matchs pour 102 buts dans le championnat soviétique. Il gagne le titre de champion d'URSS de 1948 à 1950 ainsi que le titre de meilleur buteur du championnat en 1947. Il occupe entre 1947 et 1974 le poste d'entraîneur de l'équipe et remporte 17 titres en tant qu'entraîneur.
Il dirigea l'équipe nationale soviétique lors de onze championnats du monde remportant dix titres mondiaux et trois médailles d'or aux Jeux olympiques d'hiver en 1964, 1968 et 1972.
En 1974, il est admis au temple de la renommée du hockey en tant que bâtisseur.
Tarassov est inhumé au cimetière Vagankovo à Moscou aux côtés d'autres champions.